# Leonard Nimoy

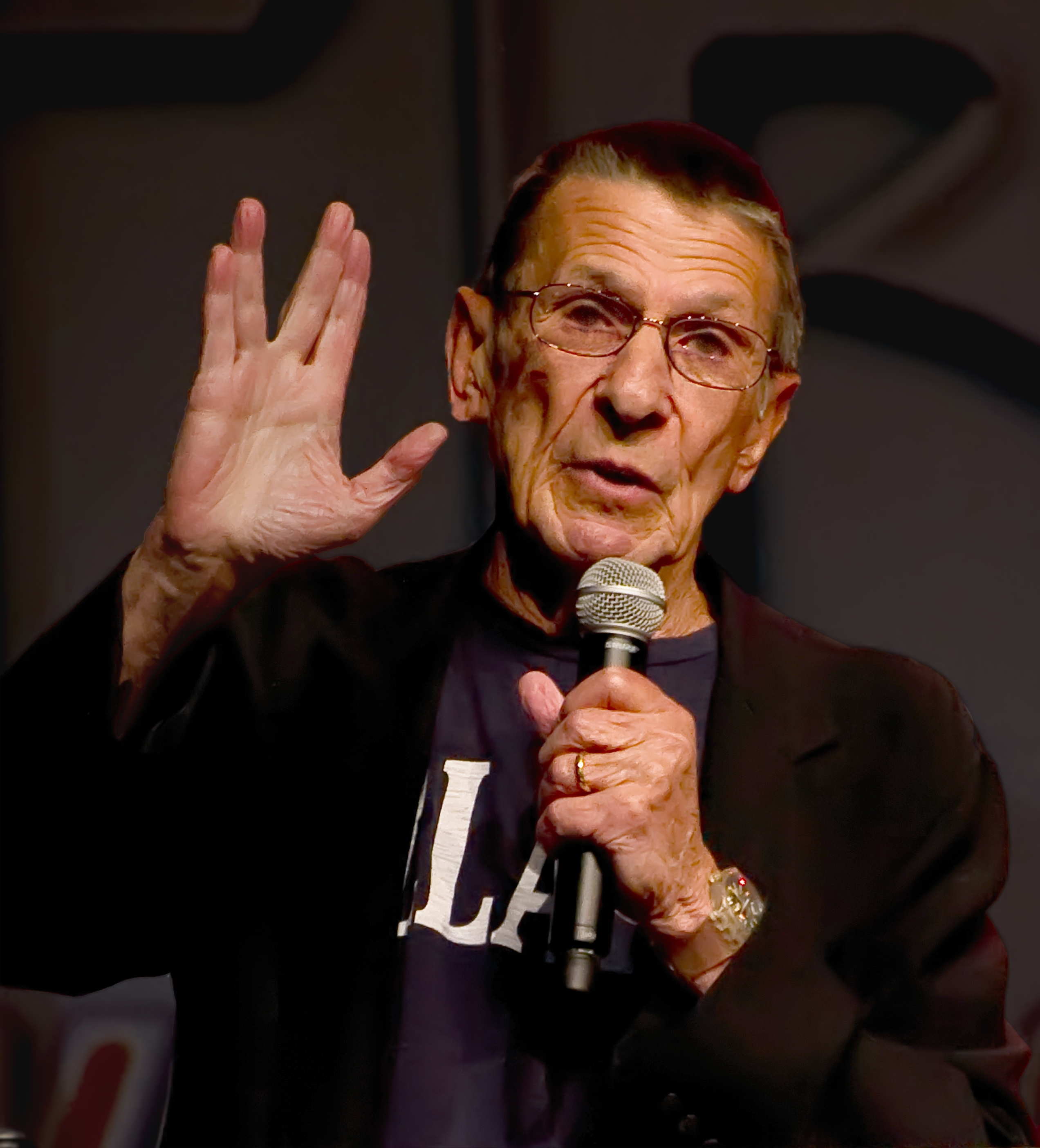
Leonard Nimoy im Jahr 2011. Er macht mit der Hand die Grußgeste der Vulkanier aus Star Trek.

Leonard Simon Nimoy (geboren am 26. März 1931 im West End, Boston, Massachusetts; gestorben am 27. Februar 2015 in Bel Air, Los Angeles, Kalifornien) war ein US-amerikanischer Schauspieler, Filmregisseur, Filmproduzent, Buchautor, Musiker und Fotograf. Internationale Bekanntheit erlangte er mit Star Trek in der Rolle des Mr. Spock, in der er zwischen 1965 und 2013 mit Unterbrechungen über einen Zeitraum von fast fünfzig Jahren in Raumschiff Enterprise und mehreren darauf basierenden Film- und Fernsehproduktionen zu sehen war.

## Leben

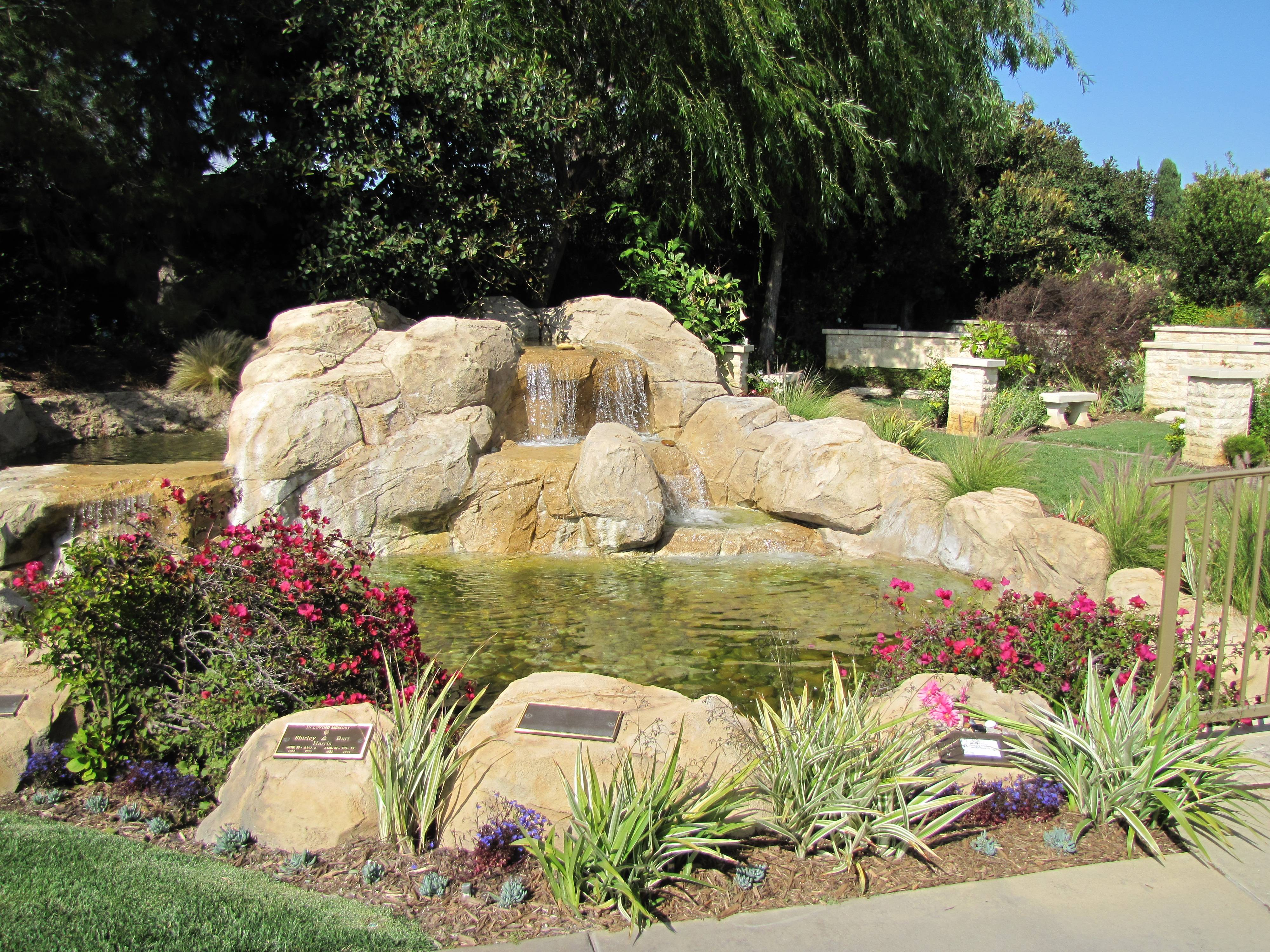
Grabstelle von Leonard Nimoy (im Bild rechts, mit vorläufiger Beschriftung), Garden of Solomon des Hillside Memorial Park Cemetery in Culver City, Kalifornien, im Mai 2015

Nimoys Eltern, Max Nimoy und Dora (geborene Spinner), waren jüdisch-orthodoxe, jiddisch sprechende Einwanderer und stammten aus Isjaslaw, im Westen der heutigen Ukraine. Leonard Nimoy wuchs in Boston auf. Sein Vater betrieb einen Friseursalon, seine Mutter war Hausfrau, und zur Familie gehörte auch der ältere Bruder Melvin. Nach seinem Schulabschluss studierte Nimoy Schauspiel am Boston College und am Pasadena Playhouse. Bei Robert Heinecken studierte er 1971 Fotografie an der University of California, Los Angeles. Er absolvierte außerdem ein Masterstudium in Bilingual Education („zweisprachiger Erziehung“) am Antioch College; später wurde ihm von der Antioch University die Ehrendoktorwürde verliehen. Einen weiteren Ehrendoktor erhielt er von der Boston University.
Im Jahr 1953 trat Nimoy der United States Army Reserve bei und schied nach 18 Monaten als Sergeant aus. Obwohl seine Militärunterlagen bei einem Brand 1973 zerstört wurden, konnten einige Details rekonstruiert werden. So verbrachte er die meiste Zeit im Fort McPherson in East Point, Fulton County, Georgia und diente, gemeinsam unter anderem mit dem späteren Schauspieler und Tänzer Ken Berry, in einer Einheit der Special Services, die sich auf die Unterhaltung der Truppen konzentrierte.
Nimoy war zweimal verheiratet. Die Schauspielerin Sandra Zober war von 1954 bis 1987 seine Frau; mit ihr hat er zwei Kinder. Sein Sohn aus dieser Ehe ist der Regisseur Adam Nimoy. Die Filmproduzentin Julie Nimoy ist seine Tochter. Mit der Schauspielerin Susan Bay war Leonard Nimoy vom 1. Januar 1989 bis zu seinem Tode verheiratet.
Am 6. Februar 2014 erklärte Nimoy über Twitter, dass er an der chronisch obstruktiven Lungenerkrankung (COPD) erkrankt sei; seinen 808.000 Followern bei Twitter riet er, mit dem Rauchen aufzuhören. Nimoy starb am 27. Februar 2015 in seinem Haus in Los Angeles an den Folgen seiner Lungenerkrankung im Alter von 83 Jahren.
Seine letzte Ruhestätte fand Nimoy im Garden of Solomon des Hillside Memorial Park Cemetery in Culver City, Kalifornien.

## Karriere

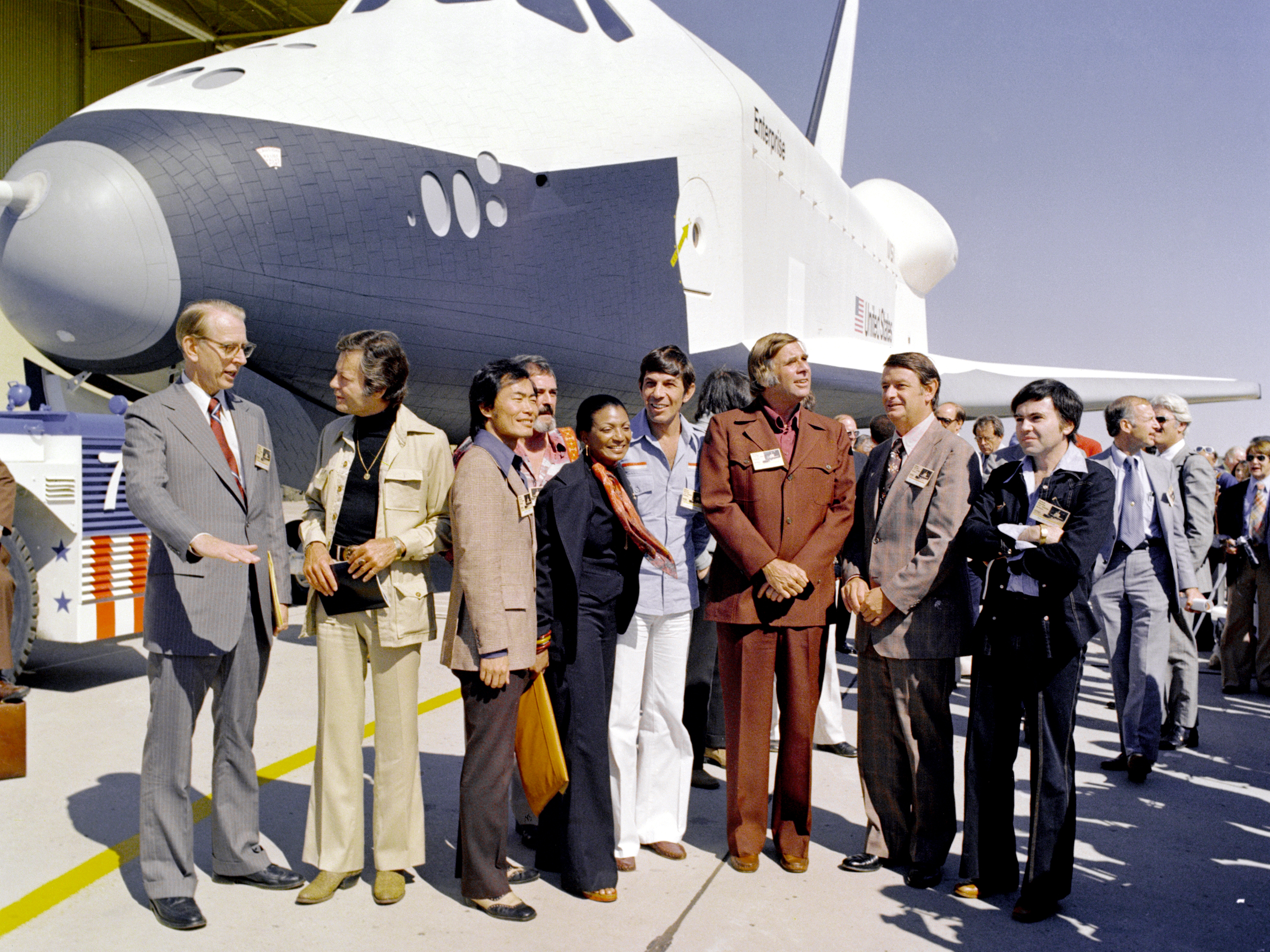
Leonard Nimoy (Sechster von links) zusammen mit seinen Schauspielkollegen aus Raumschiff Enterprise vor dem Space Shuttle Enterprise (1976)

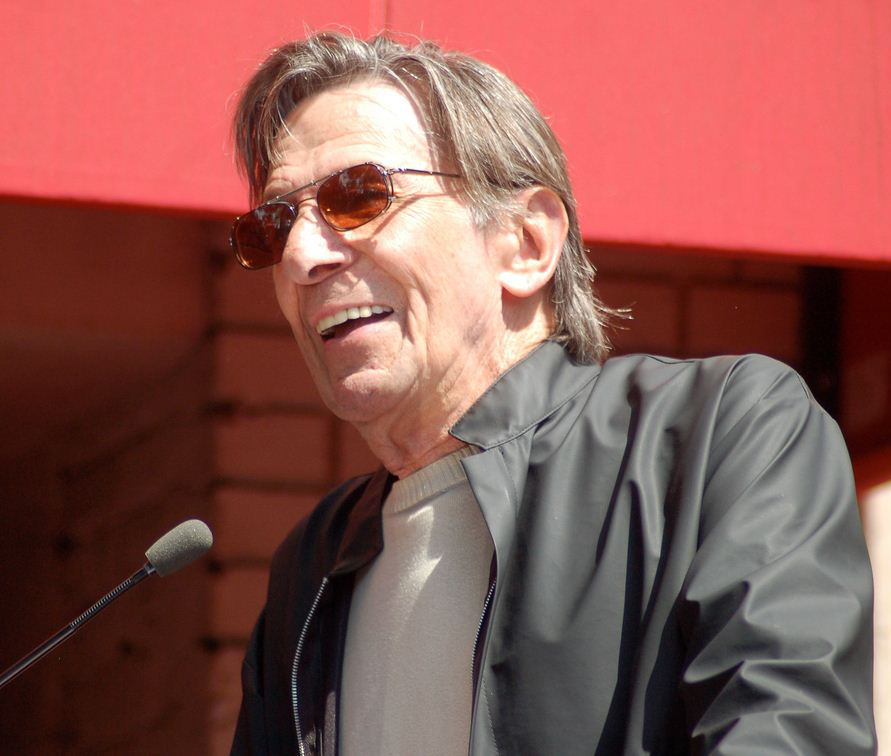
Leonard Nimoy (2012)

Erste Schauspielerfahrungen sammelte Nimoy bereits als Kinderdarsteller. 1951 bekam er eine erste kleine Rolle in dem Film Queen for a Day und spielte danach in diversen Filmen und am Theater. Einem breiten Publikum wurde er vor allem durch seine Rolle als der Vulkanier Mr. Spock im Franchise Star Trek bekannt, für die er dreimal für einen „Emmy“ nominiert war. Daneben spielte er Rollen in Fernsehserien wie Kobra, übernehmen Sie, Columbo und T.J. Hooker.
Außerdem war Nimoy auch als Regisseur tätig. So erhielt er 1987 den „ShoWest Award“ für Noch drei Männer, noch ein Baby, die US-amerikanische Neuverfilmung des französischen Spielfilms Drei Männer und ein Baby. Sein Regiedebüt gab er 1973 mit einer Folge der Serie Night Gallery. Es folgen weitere Fernsehproduktionen, bis er 1984 mit Star Trek III: Auf der Suche nach Mr. Spock seinen ersten Spielfilm realisierte. Zwei Jahre später übernahm er auch bei der Fortsetzung Star Trek IV: Zurück in die Gegenwart die Regie. In den folgenden Jahren wandte er sich als Regisseur anderen Projekten jenseits von Star Trek zu, u. a. drehte er einige Komödien. Als Regisseur trat Nimoy zuletzt 1995 in Erscheinung. Nimoy war selten auch als Drehbuchautor tätig, hier arbeitete er zuletzt an der Storyentwicklung für Star Trek VI: Das unentdeckte Land mit.
Nach der Absetzung von Raumschiff Enterprise spielte Nimoy in der Geheimagentenserie Kobra, übernehmen Sie als Paris mit. Er löste dort Martin Landau ab, der eine den Produzenten zu hohe Gage gefordert hatte und daraufhin die Serie verlassen musste. Landau war Anfang der 60er Jahre vor Nimoy die Rolle des Mr. Spock angeboten worden, die er aber ablehnte.
1967 erschien die Schallplatte Leonard Nimoy presents Mr. Spock’s Music from Outer Space, auf der Nimoy auch selbst sang. Seitdem veröffentlichte er zehn Alben, darunter Titel wie If I Had a Hammer von Pete Seeger, Put a Little Love in Your Heart von Jackie DeShannon und Gentle on My Mind von John Hartford.
Nimoy betätigte sich sowohl als Fotograf als auch schriftstellerisch. Neben veröffentlichten Gedichtbänden schrieb er im Abstand von fast 20 Jahren zwei Autobiographien, I Am Not Spock (1977) und I Am Spock (1995). Letztere erschien nach einer Übersetzung von Yvonne Angkawidjaja 1996 unter dem deutschen Titel Ich bin Spock im Heyne Verlag.
Nachdem J. J. Abrams die Regie und Produktion des 2009 veröffentlichten elften Star-Trek-Kinofilms übernahm und entschied, eine Geschichte als Prequel zur klassischen Fernsehserie zu drehen, wurde mit Zachary Quinto zum ersten Mal nach 43 Jahren ein anderer Schauspieler mit der Darstellung Spocks engagiert. Bereits 2007 wurde bekannt, dass Nimoy noch eine kleinere Rolle als älterer Spock übernehmen werde. Ein Jahr nach der Ausstrahlung gab er im April 2010 sein Karriereende als Schauspieler bekannt, wobei er Quinto viel Erfolg bei der Darstellung des Mr. Spock in künftigen Star-Trek-Produktionen wünschte. Dennoch war er 2012 mit der Darstellung des Dr. William Bell in der Serie Fringe – Grenzfälle des FBI, einer Rolle, die er bereits vereinzelt seit 2009 gespielt hatte, erneut im Fernsehen zu sehen. Dem folgte 2013 ein weiterer Cameoauftritt als Mr. Spock im zwölften Kinofilm Star Trek Into Darkness. Als Synchronsprecher war er zuvor noch, ebenfalls als Spock, in einer Folge der Sitcom The Big Bang Theory zu hören.
Nimoy erhielt im Laufe seiner Karriere mehrere Auszeichnungen. Bereits mit seiner Darstellung des Spock wurde er nach jeder der drei Staffeln mit einer Nominierung als Bester Nebendarsteller in einer Fernsehserie für den Emmy bedacht. 1985 wurde ihm ein Stern auf dem Hollywood Walk of Fame verliehen. 2009 wurde er bei den Saturn Awards mit dem Lifetime Achievement Award ausgezeichnet. Im darauffolgenden Jahr wurde er erneut ausgezeichnet, als Bester Gaststar einer Fernsehserie, für die Darstellung des Dr. William Bell in Fringe – Grenzfälle des FBI. Diese blieb seine letzte Schauspielauszeichnung, nachdem er bereits 1989, also 21 Jahre zuvor, mit dem Life Career Award geehrt worden war.
2015 wurde der Asteroid (4864) Nimoy nach ihm benannt. 2016 veröffentlichte sein Sohn Adam den Dokumentarfilm For the Love of Spock über das Leben und die Karriere Nimoys.

## Filmografie (Auswahl)

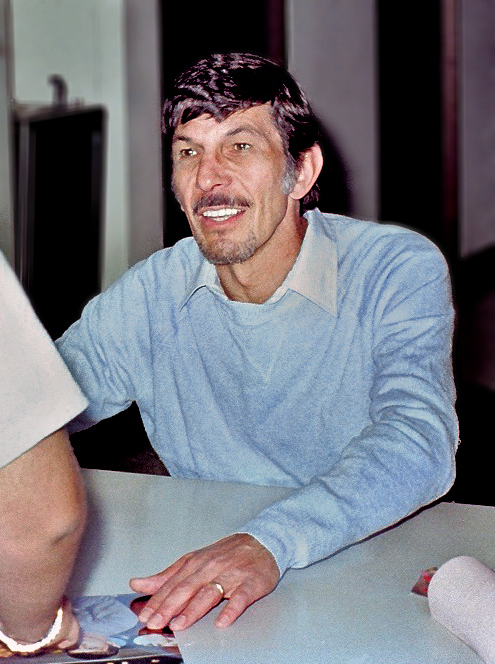
Nimoy bei einem Star-Trek-Treffen (ca. 1980).

### Schauspieler
- 1951: Queen for a Day
- 1951: Rhubarb
- 1952: Kid Monk Baroni
- 1952: Zombies of the Stratosphere (Serial)
- 1954: Polizeibericht (Dragnet)
- 1954: Formicula (Them!)
- 1957–1958: Streifenwagen 2150 (Highway Patrol, Fernsehserie, 2 Folgen)
- 1958–1961: Abenteuer unter Wasser (Sea Hunt, Fernsehserie, 8 Folgen)
- 1958: Des Satans Satellit (Satan´s Satellites, Zusammenschnitt von Zombies of the Stratosphere)
- 1959: 26 Men
- 1959: Mackenzie’s Raiders (Fernsehserie, 2 Folgen)
- 1959: Twilight Zone (The Twilight Zone, Fernsehserie, Folge Die Kunst der Gnade)
- 1960: Bonanza (Fernsehserie, Folge The Ape)
- 1960: The Rebel (Fernsehserie, Folge The Hunted)
- 1961: Tausend Meilen Staub (Rawhide, Fernsehserie, Folge 3x27 Incident Before Black Pass)
- 1963: Perry Mason (Fernsehserie, Folge 6×13 Der Fall mit der temperamentvollen Tante)
- 1963: Der Balkon (The Balcony)
- 1964: The Outer Limits (Fernsehserie, 2 Folgen)
- 1964: The Lieutenant (Fernsehserie, 1 Folge)
- 1965: Der Käfig (Star Trek, Pilotfolge)
- 1965: Mini-Max oder Die unglaublichen Abenteuer des Maxwell Smart (Get Smart, Fernsehserie, Folge 1x18)
- 1966–1969: Raumschiff Enterprise (Star Trek, Fernsehserie, 80 Folgen)
- 1969–1971: Kobra, übernehmen Sie (Mission: Impossible, Fernsehserie, 49 Folgen)
- 1971: Einsatz im Pazifik (Assault on the Wayne)
- 1971: Catlow – Leben ums Verrecken (Catlow)
- 1973: Columbo: Zwei Leben an einem Faden (A Stitch in Crime, Fernsehreihe, Folge 2x06)
- 1973: Im letzten Moment (The Alpha Caper)
- 1978: Die Körperfresser kommen (Invasion of the Body Snatchers)
- 1979: Star Trek: Der Film (Star Trek: The Motion Picture)
- 1982: Golda Meir (A Woman Called Golda, Fernsehfilm)
- 1982: Marco Polo (Miniserie)
- 1982: Star Trek II: Der Zorn des Khan (Star Trek: The Wrath of Khan)
- 1983: T.J. Hooker (Fernsehserie, Folge 2x16)
- 1984: Star Trek III: Auf der Suche nach Mr. Spock (Star Trek III: The Search for Spock)
- 1986: Star Trek IV: Zurück in die Gegenwart (Star Trek IV: The Voyage Home)
- 1989: Star Trek V: Am Rande des Universums (Star Trek V: The Final Frontier)
- 1991: Die Schmach des Vergessens (Never Forget)
- 1991: Raumschiff Enterprise – Das nächste Jahrhundert (Star Trek: The Next Generation, Fernsehserie, Folgen 05x07 und 05x08)
- 1991: Star Trek VI: Das unentdeckte Land (Star Trek VI: The Undiscovered Country)
- 1995: Bonanza – Angriff auf die Ponderosa (Bonanza: Under Attack)
- 1995: Outer Limits – Die unbekannte Dimension (The Outer Limits, Fernsehserie, Folge 1x19)
- 1997: Die Bibel – David (David)
- 1997: The First Men in the Moon
- 1998: The Lost World
- 1998: Brave New World
- 1998: Invasion America (Fernsehserie)
- 2001: Becker (Fernsehserie)
- 2009: Star Trek
- 2009–2012: Fringe – Grenzfälle des FBI (Fringe, Fernsehserie, 11 Folgen)
- 2013: Star Trek Into Darkness

### Regisseur
- 1984: Star Trek III: Auf der Suche nach Mr. Spock (Star Trek III: The Search for Spock)
- 1986: Star Trek IV: Zurück in die Gegenwart (Star Trek IV: The Voyage Home)
- 1987: Noch drei Männer, noch ein Baby (3 Men and a Baby)
- 1988: Der Preis der Gefühle (The Good Mother)
- 1990: Kein Baby an Bord (Funny About Love)
- 1994: Holy Days (Holy Matrimony)

### Synchronsprecher
Filme & Serien
- 1973–1974: Die Enterprise (Star Trek: The Animated Series, Fernsehserie)
- 1986: Transformers – Der Kampf um Cybertron (The Transformers: The Movie)
- 1993: Lights: The Miracle of Chanukah
- 1993: The Halloween Tree
- 1993: Die Simpsons (mehrere Folgen: Folge 4x12 – Homer kommt in Fahrt und Folge 8x10 – Die Akte Springfield – als er selbst)
- 1994: Der Pagemaster – Richies fantastische Reise (The Pagemaster)
- 1998: Armageddon: Target Earth
- 1999: Rashi: A Light After the Dark Ages
- 2000: Sindbad & Serena – Im Land der Nebelschleier (Sinbad: Beyond the Veil of Mists)
- 2001: Atlantis – Das Geheimnis der verlorenen Stadt (Atlantis: The Lost Empire)
- 2005: Rambam: The Story of Maimonides
- 2009: Die fast vergessene Welt (Land of the Lost)
- 2011: Transformers 3 (Transformers: Dark of the Moon)
- 2012: The Big Bang Theory (eine Folge: The Transporter Malfunction; dt. Traum mit Spock)
- 2012: Zambezia
- 2013: Miracle of Israel

Videospiele
- 1992: Star Trek: 25th Anniversary
- 1993: Star Trek: Judgment Rites
- 1999: Seaman
- 2001: Atlantis: The Lost Empire
- 2004: Civilization IV
- 2010: Star Trek Online
- 2010: Kingdom Hearts Birth by Sleep
- 2012: Kingdom Hearts 3D: Dream Drop Distance

### Moderator
- Von 1977 bis 1982 moderierte Nimoy alle 144 Folgen der Infotainmentserie In Search of…, in der übernatürliche Phänomene, Prä-Astronautik oder spektakuläre historische Ereignisse thematisiert wurden.

## Deutsche Synchronstimme
Leonard Nimoys bekanntester Sprecher war Herbert Weicker, der ihm fast immer in seiner Rolle als Mr. Spock (in der Serie Raumschiff Enterprise, der Video-Synchronisation der Zeichentrickserie Die Enterprise sowie den ersten sechs Star-Trek-Filmen und bei einem Gastauftritt in Raumschiff Enterprise – Das nächste Jahrhundert) seine Stimme lieh. In der Folge Geist sucht Körper wurde er teilweise auch von Erich Ebert synchronisiert. In den Nachsynchronisationen der Filme und der Serie sowie dem ersten Star-Trek-Pilotfilm Der Käfig wurde er von Norbert Gescher gesprochen. In der ZDF-Synchronisation der Star-Trek-Zeichentrickserie Die Enterprise synchronisierte ihn Christian Rode. Im elften Kinofilm Star Trek wurde Nimoy erneut von Gescher synchronisiert und in Star Trek Into Darkness von Fred Maire.
Weicker sprach Nimoy außerdem in Die Körperfresser kommen und bei einem Gastauftritt in der Serie Die Simpsons (Homer kommt in Fahrt).
In der Serie Kobra, übernehmen Sie wurde er von Klaus Kindler und Hans-Werner Bussinger synchronisiert.

## Werke

### Musik
- Leonard Nimoy Presents Mr. Spock’s Music from Outer Space (Dot Records), (1967).
- The Two Sides of Leonard Nimoy (Dot Records), (1968).
- The Way I Feel (Dot Records), (1968).
- The Touch of Leonard Nimoy (Dot Records), (1969).
- The New World of Leonard Nimoy (Dot Records), (1970).
- Leonard Nimoy & William Shatner: Spaced Out – The Very Best of (2004).

Zusätzlich zu seiner eigenen Musikkarriere hatte er einen Auftritt als Chauffeur im Musikvideo zu Going Down to Liverpool der Bangles und war im Musikvideo zu The Lazy Song von Bruno Mars zu sehen.

### Bücher
- You & I. (1973).
- I Am Not Spock. (1977).
- I Am Spock. 1995. Deutsch: Ich bin Spock. Heyne Verlag, München 1996, ISBN 3-453-10980-5.
- A Lifetime of Love: Poems on the Passages of Life. (2002).

### Fotografie
- 1973: Erste Galerieausstellung und Veröffentlichung seines Gedichtbandes “You and I” (Gedichte und Fotografien)
- 1974: Zweites Buch “Will I Think of You” (Gedichte und Fotografien)
- 1978: Veröffentlichung von “Come Be with Me” (Gedichte und Fotografien)
- 1981: Veröffentlichung von “These Words Are for You” (Gedichte und Fotografien)
- 1983: Veröffentlichung von “Warmed by Love” (Gedichte und Fotografien)
- 2001: Ausgezeichnet mit “Artist in Residence” der American Academy in Rome
- 2002: “Shekhina” (Fotoserie)
- 2005: “Maximum Beauty” (Fotoserie)
- 2010: Emerson Gallery Berlin (MdF)

## Hörbücher
- 2014: I Am Spock (Autorenlesung), Brilliance Audio, ISBN 978-1-4915-7572-7

## Ehrung
- 2017: postume Aufnahme in die Science Fiction Hall of Fame[15]
- 2023: Das vom Center for the Art of Performance der UCLA neu eröffnete Leonard Nimoy Theater im Stadtteil Westwood von Los Angeles trägt seinen Namen.[16]

## Dokumentarfilme
- For the Love of Spock, 111 Min., Regie: Adam Nimoy, USA 2016.[17][18]